# 正親町三条公厚
正親町三条 公厚（おおぎまちさんじょう きんたる）は、江戸時代後期の廷臣。官位は従五位下。正親町三条家27代。

## 経歴
参議・正親町三条実義の子として誕生。母は松本藩主松平光年の娘・松姫。弟に大納言正親町三条実愛がいる。
正親町三条家の当主に数えられるが、僅か3歳で卒去。最終官位は従五位下だった。